# Alsóörs
Alsóörs là một thị trấn thuộc hạt Veszprém, Hungary. Thị trấn này có diện tích 33,34 km², dân số năm 2010 là 1401 người, mật độ 42 người/km².